# 时差问题
時差問題，是指人們經由飛機前往不同时区後，因為时差出現的身体不适，最主要的后果是睡眠障碍、警觉下降和生活节律失调。

## 时差产生的生理学基础
生物组织在所有水平上均具有生物节律的周期性，这种生物节律通常称为生物现象。
睡眠与苏醒周期是人们在长期生活中形成的一种生活规律，人们基本上按照这一规律生活起居。睡眠是一种有规律、重复、可逆转的生理状态。合理的睡眠，对于一个健康的身体是不可缺少的，它是保持和恢复健康的先决条件。近30年来发现，睡眠并不是一个平静被动的过程，而是由一系列主动调节的睡眠周期所组成，即从觉醒到睡眠是有一定的阶段性和周期性的。睡眠是由特定的中枢进行调节的，并与某些神经介质的代谢活动有关。
睡眠是一种很自然的生理活动，有一定的规律，它既有被动性，即非睡不行；又有主动性，即可以在某些条件下主动控制。睡眠的早晚与睡眠持续的长短，都是有规律的。违反了这一规律，人们常常会感到困倦、疲乏等不适，这种不适是因为睡眠与苏醒周期紊乱造成的，如果这种规律行为的改变，又形成了一个新的规律。同时通过长时间的适应，原来产生的不适就会逐渐消失，而按照新的规律建立睡眠苏醒周期。

## 时差对人体正常生活规律的影响
时差的产生使得人们经过长时间建立起来的规律性被打破，神经介质仍按原来时间周期分泌和调节代谢，使人产生不适。表现为兴奋或疲乏、思睡、注意力不集中、记忆困难、易激怒、情绪不稳、兴趣减少、反应迟钝、思维缓慢、工作学习效率降低等现象。
这种失调的严重程度与时差的小时数成正比，当时差超过4个时区时，出现明显反应。一般在出现时差后，恢复睡眠甦醒周期所需的时间要比时差小时数略长一些，而其它生理和生物化学周期可能需要调整得更长一些时间，如体液分泌和肠蠕动周期等。
生理节律对白日的延长（向西旅行）比白日缩短（向东旅行）更容易适应，因为身体延长其各种规律比缩短这一规律要容易些，即自发性节律总是比24小时长一些。在正常情况下，一个24小时节律是外部同样节律强加给身体内部的生理节律，其最重要的是进食和阳光。时差造成的主要后果是睡眠障碍和警觉下降，睡眠与甦醒周期的失调使人们更容易发生事故和削弱判断力。机体抵抗力下降，出现感冒、腹泻、心血管病、脑血管病及其它各类传染病。

## 克服时差调整机体的措施
时差所带来的不适可以采取各种方法减轻，这些方法依生活节律失衡程度而异。 
- 如果旅行的持续时间不足18小时，最好维持自己本国的生活时间表。否则鉴于进餐时间的改变和日光的暴露，旅行者应立即采取所到国家的进餐／睡眠时间，尽快与当地时间同步化。
- 如果出发前一两天将进餐／睡眠时间调整1至2小时，可以大大减轻时差的影响。
- 由于向东旅行，航空公司深夜提供加餐，常常造成睡眠时间减少和降低对进食的适应能力。旅行者在出发去机场之前吃一餐，并在自己座位上挂上一个标牌：早餐之前不要打扰，并且用罩眼布罩住眼，然后睡觉。
- 如果在飞行中睡眠不足6小时，白天睡个短觉是有好处的，但是重要的是在当地臨睡时间之前最好不要睡觉。
- 咖啡因和茶的饮料可用来解决瞌睡问题；半衰期较短的镇静安眠剂可用来避免失眠。不过，这些方式可能有个体差异，同时可能存在不良反应。
- 最重要的是尽快适应当地的进餐时间。同时在重新使生物节律同步化中对光的暴露是很重要的。